# Iareonycha
Iareonycha är ett släkte av skalbaggar. Iareonycha ingår i familjen långhorningar.
Kladogram enligt Catalogue of Life:
| Iareonycha | \| \| Iareonycha albisterna \| \| \| \| \| \| Iareonycha ipepuna \| \| \| \| |
|            | \| \| Iareonycha albisterna \| \| \| \| \| \| Iareonycha ipepuna \| \| \| \| |
|            | Iareonycha albisterna                                                        |
|            |                                                                              |
|            | Iareonycha ipepuna                                                           |
|            |                                                                              |